# Reichenhall-Formation

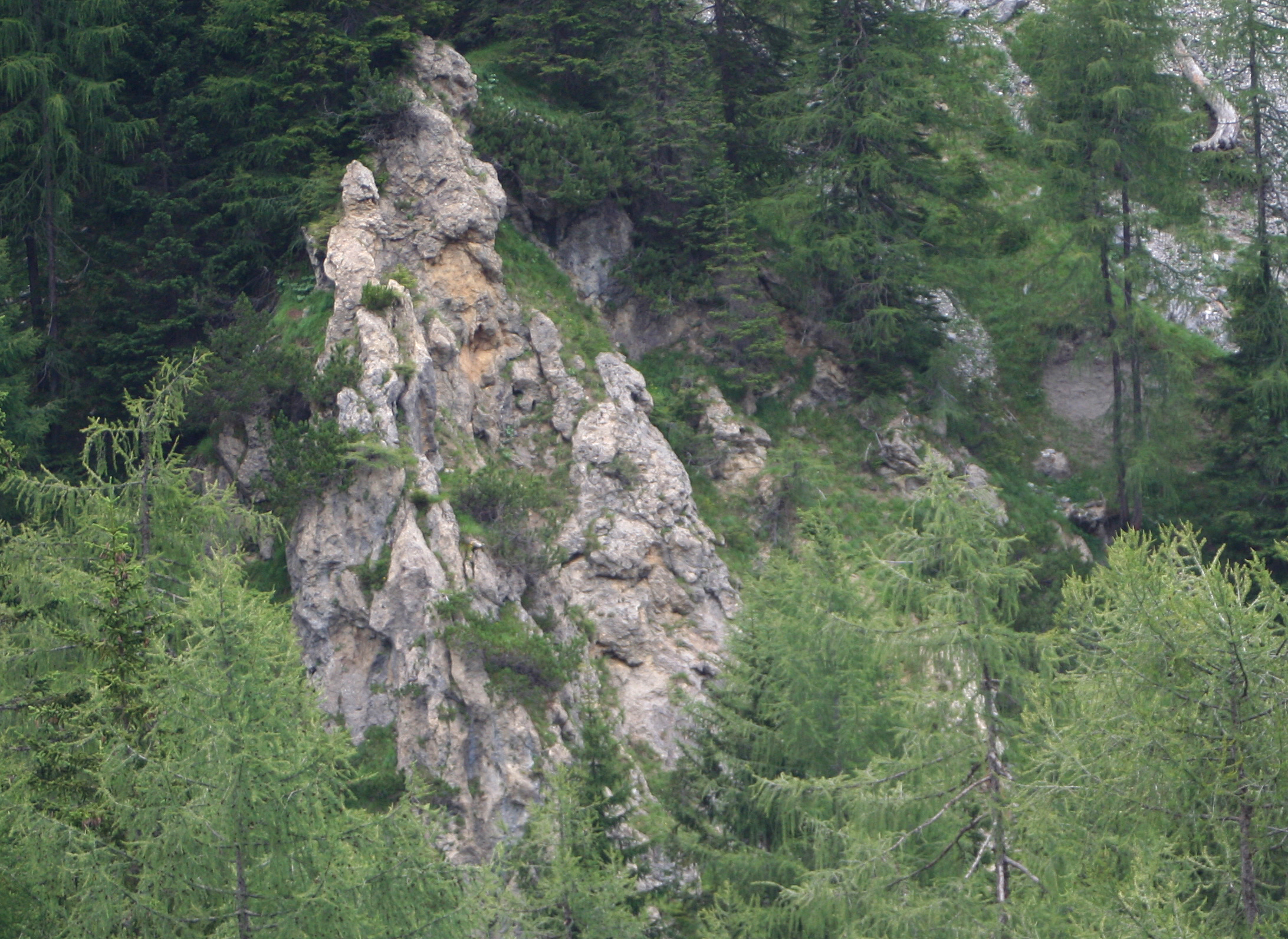
Bizarre Felsgestalten der Reichenhall-Formation im Tiroler Halltal

Die Reichenhall-Formation, früher meist Reichenhaller Schichten oder auch Reichenhaller Kalke, ist eine lithostratigraphische Formation der unteren und mittleren Trias der Ostalpinen Decken der Nördlichen Kalkalpen. Die durch Evaporite geprägte Formation stellt die basale Formation der überwiegend von Karbonaten dominierten ostalpinen Trias dar.

## Geschichte
Zum ersten Mal beschrieben hat die Reichenhaller Schichten Carl Wilhelm von Gümbel im Jahr 1861. Den Begriff Reichenhaller Kalk hat zum ersten Mal Johann August Edmund Mojsisovics von Mojsvár 1868 verwendet. Benannt ist die Formation nach der Stadt Bad Reichenhall im Landkreis Berchtesgadener Land.

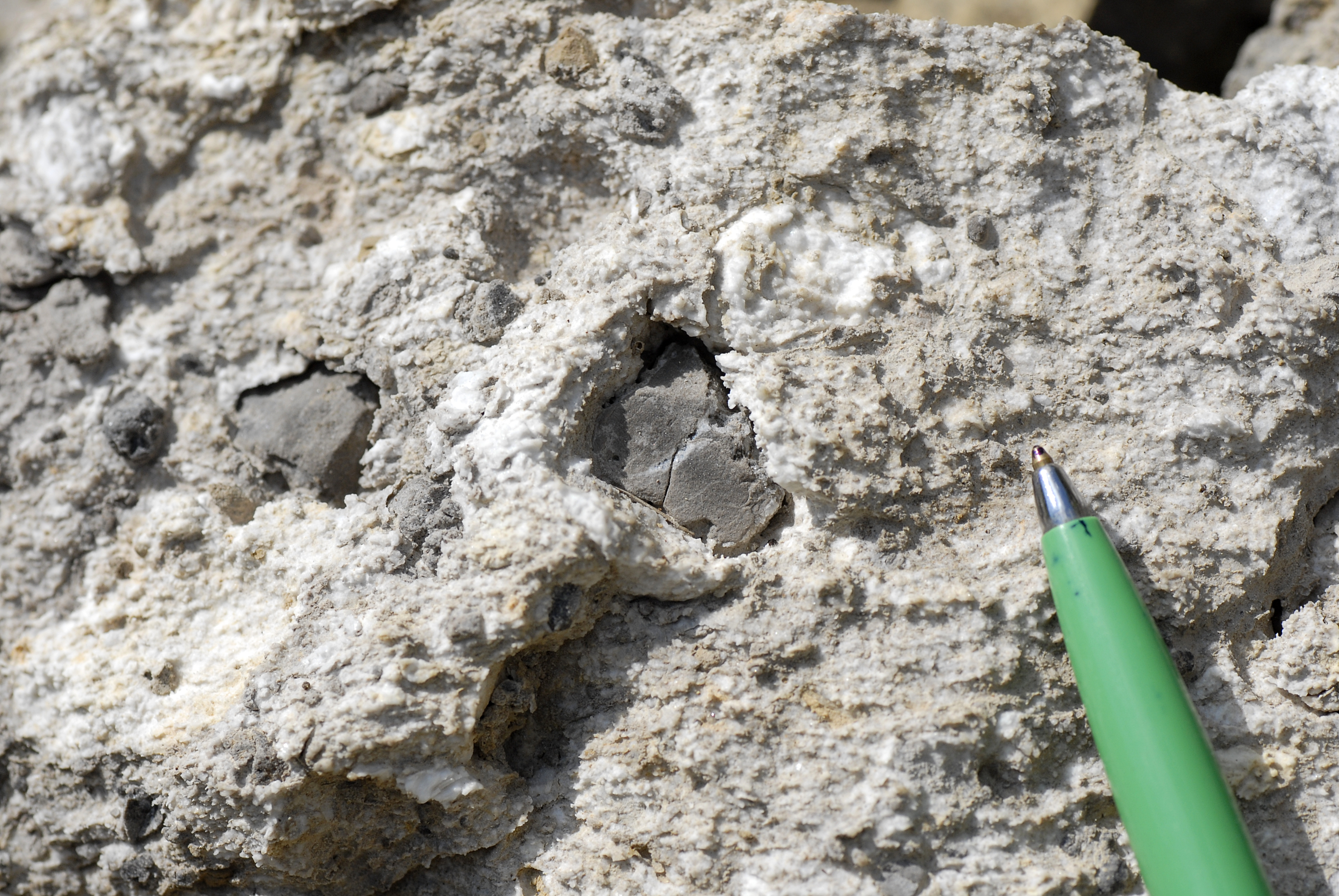
Gipshaltige Brekzie der Reichenhall-Formation

## Definition und Verbreitungsgebiet
Die Reichenhall-Formation umfasst fossilarme Karbonate, zum Teil dunkle bituminöse Dolomite, die auch Gips und Anhydrit führen. Teilweise sind die Gesteine als Rauwacken ausgebildet, daneben kommen noch Brekzien vor. Weiters finden sich Lagen mit siziliklastischen Sedimenten wie Sandstein und Mischgesteine wie sandige Dolomite. Die Reichenhall-Formation wird in den Nördlichen Kalkalpen vorwiegend von den Werfener Schichten unterlagert, in den Lienzer Dolomiten vom Alpinen Buntsandstein, im Semmeringgebiet, in den Radstädter Tauern und in den Kalkkögeln von den Alpinen Rötschiefern. Nach oben geht sie in die Gutenstein-Formation und die Virgloria-Formation über. Die Grenze zur Gutenstein-Formation wird im Bereich der Schnecke Natiria stanensis angenommen. Am stärksten entwickelt ist die Formation in den Tiroler Kalkalpen, im Mieminger Gebirge ist sie bis zu 220 Meter mächtig, im Karwendel bis zu 480 Meter, was aber auch tektonisch bedingt sein könnte. Gegen Osten zu tritt sie weitgehend zurück.

## Subformationen
Die Drossaschichten sind eine fazielle Variante im Liegendbereich der Reichenhall-Formation. Sie kommen in den Engadiner Dolomiten vor und reichen noch ins Rätikon und Arlberggebiet. Gekennzeichnet sind sie durch einen Wechsel zwischen karbonatischen Lagen und sandigen bis siltigen Lagen in Fazies des Alpinen Buntsandsteins.
Im östlichen Teil der nördlichen Kalkalpen ist eine Folge von Schieferton, dunklen Kalken und Rauwacken der Reichenhall-Formation auch als Gutensteiner-Basisschichten bezeichnet worden.

## Zeitlicher Umfang
Die Formation wird in das Olenekium und Anisium gestellt. Eine genaue Datierung ist durch das Fehlen von Leitfossilien schwierig, außerdem dürften die Unter- und Obergrenze diachron sein, das heißt, die Formation hat sich nicht überall genau gleichzeitig gebildet.